# Бил Патерсън
Бил Патерсън е шотландски актьор. Участва в множество филми и сериали, сред които „Съпруги и дъщери“, „Море от души“ „Мис Потър“ и „Малката Дорит“.